# Martínez de la Torre
Martínez de la Torre is een stadje in de Mexicaanse deelstaat Veracruz. Martínez de la Torre heeft 56.433 inwoners (census 2005) en is de hoofdplaats van de gemeente Martínez de la Torre.